# Dimitrie Anghel
Dimitrie Anghel (Cornești 1872. július 16. – Jászvásár, 1914. november 13.) román költő, prózaíró, a román szimbolizmus egyik képviselője.

## Élete
Jászvásáron járt iskolába 1879 és 1890 között, de abbahagyta tanulmányait, hogy továbbá az írásnak éljen. Elutazott Olaszországba, Franciaországba, Svájcba és Spanyolországba, s csak 1902-ben tért vissza hazájába. Tisztviselő volt Dobrudzsában (1906–1907), majd felügyelő a Vallásügyi Minisztérium és Közéleti Oktatásnál (1911).

## Munkássága
Először a Contemporanul folyóiratban jelentek meg versei 1890-ben. Aztán közreműködött versekkel és publicisztikai művekkel az Adevărul, Adevărul literar și artistic, Lumea nouă, Literatură și artă română, Pagini literare, Viața românească folyóiratoknál. Részt vett a Sămănătorul című folyóirat szerkesztésében és igazgatásában is (1906–1908). Szerkesztett a Cumpăna című folyóiratnál is, csakúgy mint Mihail Sadoveanu, Ștefan Octavian Iosif és Ilarie Chendi is (1909–1910). Kiadói debütálására 1903-ban került sor a Traduceri din Paul Verlaine-nel (Fordítások Paul Verlaine-től). 1905-ben verseskötetet adott ki În grădină címmel, majd 1909-ben a Fantazii követte. Eközben írásai is jelentek meg Ștefan Octavian Iosif közreműködésével: Legenda funigeilor (drámai verses alkotás, 1907), Cometa (komédia, 1908), Caleidoscopul lui A. Mirea (1908), Carmen saeculare (történelmi verses alkotás, 1909), valamint 1910-ben Cireșul lui Lucullus (próza). Több prózai kötete is megjelent 1910 után, pl. Povestea celor necăjiți(1911), Fantome (1911), Oglinda fermecată (1912), Triumful vieții (1912), Steluța, (1913).
Arany János egyik fordítója.
Dimitrie Anghel a szimbolizmus egyik legfontosabb képviselője a román irodalomban. Ő a mesterséges, emberies természeti környezetet, a kerteket és a szintetikus eljárást foglalta verseibe. Merengő, álmodozó alkat volt, az utazás, kitörés témáját, a bohémság és a tengeri tájkép motívumát vitte bele a műveibe. Szimbolizmusa ötvöződik romantikus elemekkel is. Mihail Dragomirescu így ír róla:
A virágok, a szerelem és a tengerek költője, aki a finom érzékenységével, csillogó fantáziájával, az intellektuális túlfinomultságával és zeneiségével tűnik ki.

## Fordítás
- Ez a szócikk részben vagy egészben  a   Dimitrie Anghel című román Wikipédia-szócikk ezen változatának fordításán alapul.  Az eredeti cikk szerkesztőit annak laptörténete sorolja fel. Ez a jelzés csupán a megfogalmazás eredetét és a szerzői jogokat jelzi, nem szolgál a cikkben szereplő információk forrásmegjelöléseként.